# زخاري هيرفايوكس
زخاري هيرفايوكس (1 فبراير 1996 بسويتا في اليابان - ) هو لاعب كرة قدم هايتي في مركز الوسط. شارك مع منتخب هايتي تحت 20 سنة لكرة القدم ومنتخب هايتي لكرة القدم. أما مع النوادي، فقد لعب مع نيو إنجلاند ريفولوشن ونادي سان أنطونيو.

## وصلات خارجية
- زخاري هيرفايوكس على موقع الدوري الأمريكي (الإنجليزية)
- زخاري هيرفايوكس على موقع قاعدة بيانات كرة القدم.إي يو (الإنجليزية)
- زخاري هيرفايوكس على موقع ناشيونال فوتبول تيمز (الإنجليزية)
- زخاري هيرفايوكس على موقع Soccerbase.com (لاعب) (الإنجليزية)
- زخاري هيرفايوكس على موقع Soccerway.com (الإنجليزية)
- زخاري هيرفايوكس على موقع عالم كرة القدم.نت (الإنجليزية)
- زخاري هيرفايوكس على موقع AS.com (الإسبانية)